# Villalba de Adaja
Villalba de Adaja es una localidad española, pedanía del municipio vallisoletano de Matapozuelos, en la comunidad autónoma de Castilla y León.

## Geografía

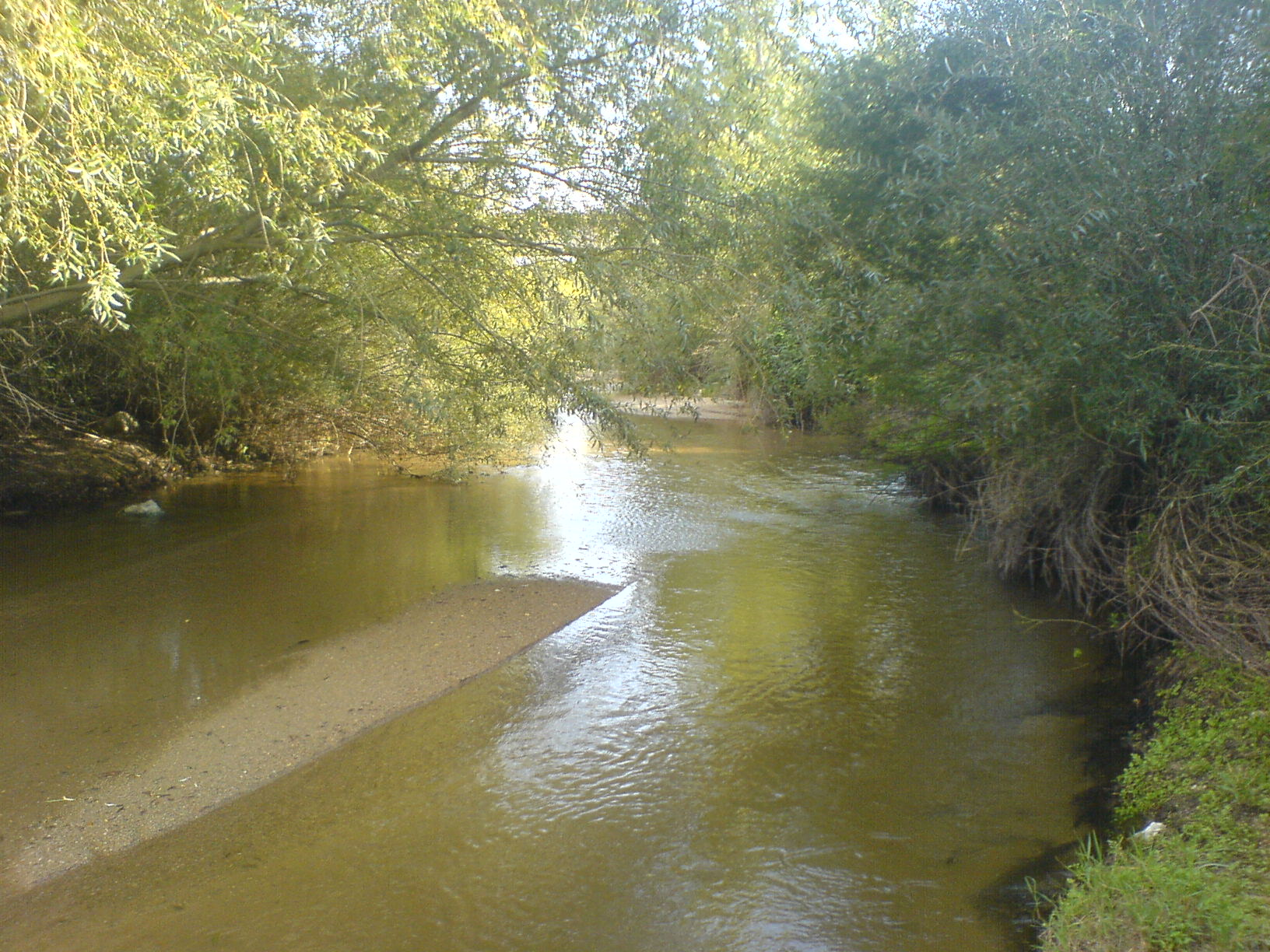
Río Adaja

La localidad está situada a orillas del río Adaja, afluente del Duero.

## Historia
A mediados del siglo XIX, el lugar, por entonces con ayuntamiento propio, contaba con una población censada de 246 habitantes. La localidad aparece descrita en el decimosexto volumen del Diccionario geográfico-estadístico-histórico de España y sus posesiones de Ultramar de Pascual Madoz de la siguiente manera:

VILLALBA DE ADAJA: v. con ayunt. en la prov., aud. terr. y c g. de Valladolid (5 1/2 leg.), part. jud. de Olmedo (2 1/2) dióc. de Avila (16): sit. en punto algo elevado, con buena ventilacion y clima sano: tiene 60 casas; la consistorial; escuela de instruccion primaria á cargo de un maestro dotado con 1,100 y las retribuciones de los discípulos; una igl, parr. (San Isidro Labrador) servida por un cura y un sacristan. Confina el térm. con los de Hornillos, Olmedo, Pozaldez y Matapozuelos. El terreno, bañado por el r. Adaja, es de buena calidad. caminos: los locales en mal estado. prod.: cereales y legumbres, y unos 7,000 cántaros de vino: se crian las yuntas de vacuno y mular necesarias para la agricultura, única ind. de los hab. pobl.: 50 vec., 246 alm. cap. prod.: 1,130,166 rs. imp.: 130,168.
(Madoz, 1850, pp. 164-165)

## Demografía
| Gráfica de evolución demográfica de Villalba de Adaja entre 1842 y 1930 |
| |
| Población de derecho según los censos de población del INE Población de hecho según los censos de población del INEEntre el censo de 1940 y el anterior, este municipio desaparece porque se integra en el municipio 47082 (Matapozuelos) |

En 2013 contaba con una población de 60 habitantes.

## Patrimonio
Cuenta con una iglesia de estilo mudéjar cuyo retablo data del siglo XVI. Existe un puente de finales del siglo XVI, cuyas trazas son atribuidas al maestro cantero cántabro Juan de Nates.

## Fiestas
Sus fiestas patronales se celebran del 14 al 16 de agosto, coincidiendo con las festividades de la Virgen de la Asunción y San Roque. 